# Taxithelium wewakense
Taxithelium wewakense är en bladmossart som beskrevs av Edwin Bunting Bartram 1961. Taxithelium wewakense ingår i släktet Taxithelium och familjen Sematophyllaceae. Inga underarter finns listade i Catalogue of Life.